# Northrop Grumman X-47A Pegasus
Northrop Grumman X-47 je enomotorno eksperimentalno brezpilotno bojno letalo (UCAV) ameriškega proizvajalca  Northrop Grumman. X-47 je bil na začetku del programa DARPA J-UCAS. Zdaj pa je del projekta UCAS-D - palubno brezpilotno bojno letalo za Ameriško mornarico.. Originalno plovilo je imelo oznako X-47A Pegasus, mornariška verzija pa X-47B.

## Različice
- X-47A
- X-47B
- X-47C: predlagana večja verzija s 4.500 kg bojnega tovora in razponom kril 52,4 metra 10.000 lb (4.500 kg)[1]

## Tehnične sepcifikacije (X-47A)
Splošne karakteristike
- Posadka: 0
- Dolžina: 27,9 ft (8,5 m)
- Razpon kril: 27,8ft (8,465 m)
- Višina: 6 ft 1 in (1,86 m)
- Teža praznega letala: 3836 lb (1.740 kg)
- Naložena teža: 4877 lb (2.212 kg)
- Maks. vzletna teža: 5903 lb (2.678 kg)
- Pogon letala: 1 × Pratt & Whitney Canada JT15D-5C turbofan, 3190 lbf (14,2 kN)

 Zmogljivost 
- Maks. hitrost: "visoka podzvočna"
- Potovalna hitrost: "visoka podzvočna"
- Doseg: 1.500+ navtičnih milj (2.778+ km)
- Višina leta: 40000+ ft (12.192+ m)
- Razmerje potisk/teža: 0,65